# Kích dục bằng ngực

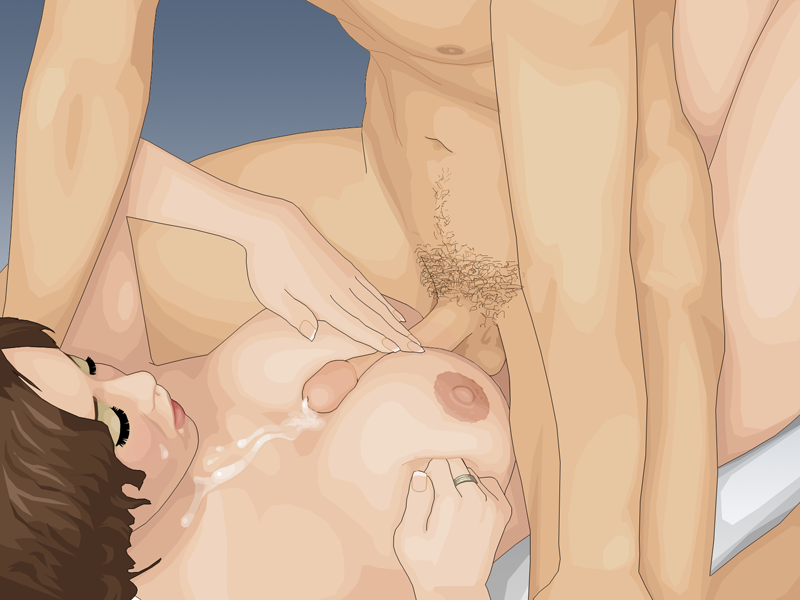
Kích dục bằng ngực

Kích dục bằng ngực là một hành vi tình dục trong đó người nam dùng dương vật cọ xát vào giữa khe ngực của người nữ. Đây có thể xếp vào một dạng tình dục không thâm nhập, thường thấy trong giai đoạn khởi động tình dục.